# Pamela Charlette
Pamela Charlette est une femme politique seychelloise ministre des pêches et de l'agriculture depuis le 7 juillet 2017. Auparavant, elle était la secrétaire principale du développement entrepreneurial et de l'innovation commerciale,.

## Carrière
Le 26 avril 2018, il est annoncé qu'elle est mutée au poste de Ministre de l'habitat, des infrastructures et des transports terrestres. Deux mois plus tard, elle accompagne le président de Seychelles, Danny Faure, lors d'une visite diplomatique en Inde.